# Anati
Anati war ein Volumenmaß besonders für sogenannte trockene Waren (Getreide, Salz) in portugiesischen Gebieten Ostindiens, also Bardez und Salcete im indischen Bundesstaat Goa. Das größere Maß war Cumbo.
- 1 Anati = 0,77 Liter

Die Maßkette war
- 1 Cumbo = 20 Candils = 400 Curos = 800 Choutos = 3200 Poris = 6400 Nactis = 12800 Anatis = 25600 Guernatis = 51200 Salavemes = 9866 2/3 Liter